# Пфиценмайер, Дина
Ди́на Пфиценма́йер (нем. Dinah Pfizenmaier; родилась 13 января 1992 года в Билефельде, Германия) — немецкая теннисистка; победительница 11 турниров ITF (девять — в одиночном разряде).

## Общая информация
Дина — одна из двух детей Онни и Барбары Пфиценмайеров (оба работают учителями); её брат Давид — полицейский.
Немка в теннисе с девяти лет; любимое покрытие — грунт. Во время игры Пфиценмайер предпочитает играть высоко летящие мячи, сильно дополнительно подкручивая их; Дина имеет сильную стабильную подачу.
Немка — член программы поддержки Porsche; тренируясь в Westfälischer Tennis Verband.

## Спортивная карьера
С юных лет периодически играя сначала во внутринемецких, а затем в международных соревнованиях Дина не показывала особых результатов. Лишь в 2011 году, закончив обучение в школе, Пфиценмайер стала постепенно улучшать свою игру и результаты.
В июле она добирается до своего первого полуфинала на одиночном турнире профессионального тура (на 10-тысячнике в Бельгии). На следующем турнире она улучшает этот результат и впервые борется в матче за титул. Постепенно накапливая опыт игр на подобном уровне немка одерживает победы всё над более сильными соперницами и всё выше продвигается по рейтингу: в августе впервые обыгран игрок Top200 (Анна Флорис на 25-тысячнике в Ферсмольде).
В августе — ноябре Дина выдаёт 25-матчевую беспроигрышную серию, выиграв несколько титулов, поднявшись в рейтинге в Top300. а также одержав свою первую победу над игроком Top100 (на 50-тысячнике в Исманинге обыграна Андреа Главачкова).
В начале 2012 года, продолжив регулярно собирать очки на соревнованиях ITF она поднимается в Top200. В мае Пфиценмайер дебютирует на взрослом турнире Большого шлема — во Франции. Воспользовавшись удачным жребием немка пробивается из квалификации во второй круг основы и играет матч с тогдашней первой ракеткой мира Викторией Азаренко. Статус соперницы и потраченные до этого силы (все четыре матча до этого были выиграны в трёх сетах) не дают Дине достойно побороться с одним из лидеров мирового тенниса.

## Рейтинг на конец года
| Год  | Одиночный рейтинг | Парный рейтинг |
| 2015 | 249               | 563            |
| 2014 | 125               | 281            |
| 2013 | 98                | 523            |
| 2012 | 159               | 939            |
| 2011 | 271               | 851            |

## Выступления на турнирах

### Финалы турнировITFв одиночном разряде (13)

#### Победы (9)
| Легенда:         |
| ---------------- |
| 100.000 USD (0)  |
| 75.000 USD (0)   |
| 50.000 USD (1)   |
| 25.000 USD (3+1) |
| 15.000 USD (0)   |
| 10.000 USD (5+1) |

| Титулы по покрытиям | Титулы по месту проведения матчей турнира |
| ------------------- | ----------------------------------------- |
| Хард (2)            | Зал (2)                                   |
| Грунт (6+2)         | Зал (2)                                   |
| Трава (0)           | Открытый воздух (7+2)                     |
| Ковёр (1)           | Открытый воздух (7+2)                     |

| №  | Дата             | Турнир                | Покрытие | Соперница в финале    | Счёт           |
| 1. | 28 августа 2011  | Брауншвейг, Германия  | Грунт    | Зина Кайзер           | 7-6(5) 6-1     |
| 2. | 18 сентября 2011 | Роттердам, Нидерланды | Грунт    | Штефани Фогт          | 3-6 6-1 6-1    |
| 3. | 2 октября 2011   | Пловдив, Болгария     | Грунт    | Йована Якшич          | 6-4 6-4        |
| 4. | 29 октября 2011  | Нетания, Израиль      | Хард     | Чагла Бююкакчай       | 7-6(5) 4-6 6-1 |
| 5. | 23 января 2012   | Карст, Германия       | Ковер(i) | Алисон ван Эйтванк    | 6-4 6-4        |
| 6. | 19 марта 2012    | Пхукет, Таиланд       | Хард(i)  | Ноппаван Летчивакан   | 6-2 6-4        |
| 7. | 3 марта 2013     | Мальорка, Испания     | Грунт    | Анастасия Гримальская | 6-4 4-6 7-5    |
| 8. | 7 апреля 2013    | Торренте, Испания     | Грунт    | Юстина Оцга           | 6-3 6-1        |
| 9. | 7 июля 2013      | Ферсмольд, Германия   | Грунт    | Марина Заневская      | 6-4 4-6 6-4    |

#### Поражения (4)
| №  | Дата            | Турнир                        | Покрытие | Соперница в финале | Счёт                |
| 1. | 31 июля 2011    | Тампере, Финляндия            | Грунт    | Пия Суомалайнен    | 5-7 0-6             |
| 2. | 14 октября 2012 | Сараево, Босния и Герцеговина | Грунт    | Виктория Кан       | 6-4 4-6 2-5 — отказ |
| 3. | 11 ноября 2012  | Беникарло, Испания            | Грунт    | Лаура Поус-Тио     | 4-6 1-6             |
| 4. | 19 мая 2013     | Сен-Годенс, Франция           | Грунт    | Паула Ормаэчеа     | 3-6 6-3 4-6         |

### Финалы турнировITFв парном разряде (5)

#### Победы (2)
| №  | Дата             | Турнир              | Покрытие | Партнёрша               | Соперницы в финале                            | Счёт              |
| 1. | 26 сентября 2011 | Пловдив, Болгария   | Грунт    | Юлия Вахачик            | Клелия Мелена Стефания Рубини                 | 6-4 7-5           |
| 2. | 16 февраля 2014  | Сан-Паулу, Бразилия | Грунт    | Беатрис Гарсия-Видагани | Мариана Дуке-Мариньо Паула Кристина Гонсалвес | 7-6(8) 4-6 [10-8] |

#### Поражения (3)
| №  | Дата            | Турнир             | Покрытие | Партнёрша        | Соперницы в финале                 | Счёт        |
| 1. | 15 августа 2011 | Ратинген, Германия | Грунт    | Катарина Геринг  | Елизавета Янчук Каролина Влодарчак | 6-3 1-6 4-6 |
| 2. | 5 мая 2013      | Висбаден, Германия | Грунт    | Анна Цая         | Габриэла Дабровски Шэрон Фичмен    | 3-6 3-6     |
| 3. | 20 марта 2015   | Севилья, Испания   | Грунт    | Сандра Клеменшиц | Екатерина Горгодзе Виктория Кан    | 3-6 2-6     |